# Edwards County (Illinois)
Das Edwards County ist ein County im US-amerikanischen Bundesstaat Illinois. Im Jahr 2010 hatte das County 6721 Einwohner und eine Bevölkerungsdichte von 11,7 Einwohnern pro Quadratkilometer. Der Verwaltungssitz (County Seat) ist Albion.

## Geografie
Das County ist eines der kleinsten des Staates und liegt im Südosten von Illinois. Es hat eine Fläche von 577 Quadratkilometern, wovon ein Quadratkilometer Wasserfläche ist. An das Edwards County grenzen folgende Nachbarcountys:
|              | Richland County |               |
| Wayne County |                 | Wabash County |
|              | White County    |               |

## Geschichte

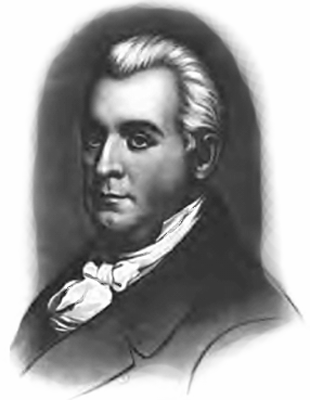
N. Edwards

Das Edwards County wurde 1814 aus dem Gallatin County gebildet und nach Ninian Edwards benannt, dem einzigen Gouverneur des Illinois-Territoriums. Der erste Sitz der Countyverwaltung war Palmyra im heutigen Wabash County. Die ersten Siedler kamen aus Bristol in England und landeten am 25. Mai 1818 in Philadelphia, wobei nicht alle die beschwerliche Reise bis ins Edwards County machten, sondern sich in Philadelphia und seiner näheren Umgebung niederließen. Weitere Siedler kamen von der US-Ostküste.

## Demografische Daten
Nach der Volkszählung im Jahr 2010 lebten im Edwards County 6721 Menschen in 2788 Haushalten. Die Bevölkerungsdichte betrug 11,7 Einwohner pro Quadratkilometer. In den 2788 Haushalten lebten statistisch je 2,35 Personen.
Ethnisch betrachtet setzte sich die Bevölkerung zusammen aus 98,0 Prozent Weißen, 0,7 Prozent Afroamerikanern, 0,2 Prozent amerikanischen Ureinwohnern, 0,3 Prozent Asiaten sowie aus anderen ethnischen Gruppen; 0,8 Prozent stammten von zwei oder mehr Ethnien ab. Unabhängig von der ethnischen Zugehörigkeit waren 1,0 Prozent der Bevölkerung spanischer oder lateinamerikanischer Abstammung.
22,6 Prozent der Bevölkerung waren unter 18 Jahre alt, 59,6 Prozent waren zwischen 18 und 64 und 17,8 Prozent waren 65 Jahre oder älter. 50,7 Prozent der Bevölkerung war weiblich.

Das jährliche Durchschnittseinkommen eines Haushalts lag bei 40.430 USD. Das Pro-Kopf-Einkommen betrug 21.113 USD. 12,2 Prozent der Einwohner lebten unterhalb der Armutsgrenze.

## Ortschaften im Edwards County
Citys
- Albion
- Grayville1

Villages
- Bone Gap
- Browns2
- West Salem

Unincorporated Communities
| - Bennington - Black - Ellery3 - Maple Grove | - Marion - Red Top - Samsville |

1 – teilweise im White County

2 – teilweise im Wabash County

3 – teilweise im Wayne County

## Gliederung
Das Edwards County ist in zwölf Bezirke (precincts) eingeteilt:
| Precinct     | Einwohner (2010) | FIPS     |
| ------------ | ---------------- | -------- |
| Albion No. 1 | 1218             | 17-90039 |
| Albion No. 2 | 749              | 17-90041 |
| Albion No. 3 | 653              | 17-90044 |
| Bone Gap     | 499              | 17-90486 |
| Browns       | 318              | 17-90540 |
| Dixon        | 276              | 17-90954 |

| Precinct     | Einwohner (2010) | FIPS     |
| ------------ | ---------------- | -------- |
| Ellery       | 153              | 17-91152 |
| French Creek | 1024             | 17-91296 |
| Salem No. 1  | 575              | 17-93081 |
| Salem No. 2  | 708              | 17-93084 |
| Shelby No. 1 | 302              | 17-93153 |
| Shelby No. 2 | 246              | 17-93156 |